# Temur Ketsbaia
Temur Ketsbaia (georgià: თემურ ქეცბაია)  (Gali, 18 de març de 1968) és un exfutbolista i entrenador georgià amb nacionalitat xipriota. La seva carrera com a jugador va començar a mitjans de la dècada dels 80 i va allargar-se durant uns vint anys, començant a entrenar mentre encara era jugador en actiu. Actualment és el seleccionador de Xipre.

## Biografia

### Jugador
Temuri Ketsbaia, que jugava com a migcampista ofensiu o com a davanter, va començar jugant a les categories inferiors del FC Dinamo Sukhumi. Poc després de debutar al primer equip, fitxa pel Dinamo de Tbilisi, el club amb més títols del país, on debuta l'any 1987. Amb aquest equip conquereix tres títols de Lliga i un de Copa.
El 1992 emigra a Xipre, unint-se a l'Anorthosis Famagusta. Després de dues temporades fitxa per l'AEK de Atenas grec, on guanya dues Copes de Grècia.
El 1997 comença el seu camí pel Regne Unit. Allà juga primer al Newcastle anglès. Aconsegueix arribar a la final de la FA Cup, el torneig de futbol més antic del món, dos anys seguits (1998 i 1999), però el seu equip va perdre ambdós partits amb idèntic resultat, 2-0, davant l'Arsenal FC i el Manchester United FC. Ketsbaia és especialment recordat per una celebració plena de ràbia després de fer un gol a l'últim minut contra el Bolton Wanderers en un partit de FA Cup: va llençar la samarreta al públic, va estar a punt de llençar també les botes, va apartar de males maneres els companys que venien a abraçar-lo i va donar forts cops de peu a les tanques publicitàries. Un temps després va explicar que tot i estar content pel gol, estava frustrat per haver perdut la titularitat al seu equip.
Després del Newcastle, fitxa per un altre equip anglès, el Wolverhampton Wanderers FC, que va pagar 1,4 milions d'euros pal seu traspàs, i un any després se'n va a l'equip escocès del Dundee FC.
El 2002 torna a l'Anorthosis Famagusta. Durant aquesta segona etapa aconsegueix una Copa de Xipre el seu primer any. La temporada 2005-06 es proclama campió de Lliga aconseguint marcar 16 gols (quart màximo golejador del torneig). Temuri Ketsbaia va anunciar la seva retirada com a futbolista professional el juny de 2007.
El maig de 2015, Ketsbaia participa al partit homenatge a Julián Speroni, jugant amb el Dundee contra el Crystal Palace juntament amb altres antics jugadors del Dundee com Georgi Nemsadze, Juan Sara, Fabián Caballero i Luis Alberto Carranza.

### Internacional
Ha estat internacional amb la Selecció de futbol de Geòrgia en 49 partits. El seu debut amb els creuats va ser el 1992. Va guanyar el Torneig Internacional de Futbol de Malta amb la selecció de Geòrgia el 1998, l'únic títol internacional de la seva carrera. Ha aconseguit 16 gols amb la selecció, convertint-se en el segon millor golejador de tota la història de la selecció georgiana, darrere de Shota Arveladze (26 gols).

### Entrenador
El 2004, mentre era encara jugador de l'Anorthosis Famagusta FC, li ofereixen el càrrec d'entrenador i decideix acceptar l'oferta, convertint-se així en jugador-entrenador. Aconsegueix guanyar la lliga 2004-2005 dirigint des de la banqueta i saltant al camp quan cal.
Guanya també la Copa de Xipre el 2007 i l'any següent repeteix títol de lliga. Aquell mateix estiu l'Anorthosis Famagusta FC aconsegueix la classificació per a la fase final de la Lliga de Campions de la UEFA, convertint-se en el primer equip xipriota en aconseguir-ho. Malgrat quedar últim del Grup B, l'Anorthosis Famagusta FC dona una bona imatge sumant 6 punts gràcies a la seva victòria a casa contra el Panathinaikos FC per tres a un, empatant els altres dos partits a casa i aconseguint també un empat al camp del Werder Bremen.
El 2009, el president del club, Andrés Panteli, dimiteix per unes presumptes irregularitats als comptes de l'equip. Temuri Ketsbaia decideix aleshores dimitir també a causa de l'amistat que tenia amb el president.
El maig de 2009, fitxa per l'Olympiakos FC, sent acomiadat el setembre del mateix any.
Poc després, es converteix en el nou seleccionador de Geòrgia, càrrec que manté fins 2014.
Torna a Xipre el 2015 per entrenar l'Apoel de Nicòsia durant una temporada. Després de dos breus passos per l'AEK de Atenas grec, el 2016 i l'FC Orenburg rus el 2017, torna a l'Anorthosis Famagusta FC l'any 2019 per entrenar durant tres temporadas aconseguint un títol de Copa l'any 2021.
L'any 2022, després de deixar l'Anorthosis Famagusta FC, es converteix en el nou seleccionador de Xipre.

## Clubs

### Com a jugador
| Club                 | País               | Any       |
| -------------------- | ------------------ | --------- |
| Dinamo Tbilisi       | U.R.S.S. / Geòrgia | 1987-1992 |
| Anorthosis Famagusta | Xipre              | 1992-1994 |
| AEK Atenes           | Grècia             | 1994-1997 |
| Newcastle            | Anglaterra         | 1997-2000 |
| Wolverhampton        | Anglaterra         | 2000-2001 |
| Dundee               | Escòcia            | 2001-2002 |
| Anorthosis Famagusta | Xipre              | 2002-2007 |

### Com a entrenador
| Club                          | País    | Any       |
| ----------------------------- | ------- | --------- |
| Anorthosis Famagusta          | Xipre   | 2004-2009 |
| Olympiakos                    | Grècia  | 2009      |
| Selecció de futbol de Geòrgia | Geòrgia | 2009-2014 |
| APOEL FC                      | Xipre   | 2015-2016 |
| AEK Atenes                    | Grècia  | 2016      |
| FC Orenburg                   | Rússia  | 2017      |
| Anorthosis Famagusta          | Xipre   | 2019-2022 |
| Selecció de futbol de Xipre   | Xipre   | 2022-     |

## Títols i Guardons
Com a jugador
- 3 Lligues de Geòrgia (Dinamo de Tbilisi; 1990, 1991 y 1992)
- 1 Copa de Geòrgia (Dinamo de Tbilisi, 1992)
- 2 Copes de Grècia (AEK d'Atenes, 1996 y 1997)
- 1 Supercopa de Grècia (AEK d'Atenes, 1996)
- 1 Lliga de Xipre (Anorthosis Famagusta, 2005)
- 1 Copa de Xipre (Anorthosis Famagusta, 2003)
- 2 cops nomenat Futbolista Georgià de l'any (1990 y 1997)
- 1 cop nomenat Millor jugador estranger de la Lliga Grega (1995-96)
- Dorsal retirat (14) a l'Anorthosis Famagusta.

Com a entrenador
- 2 Lligues de Xipre (Anorthosis Famagusta, 2005 y 2008)
- 2 Copes de Xipre (Anorthosis Famagusta, 2007 i 2021)
- 1 Supercopa de Xipre de futbol (Anorthosis Famagusta, 2007)